# Локална боја
Локална боја (фр. couleur locale), у књижевности карактеристично обележје неког географског подручја и његових становника, лако уочљиве особености неког краја: његове природе, климе, обичаја, карактера, дијалекта, ношње и сл. У сликарству појам локална боја означава боју коју предмет поседује неовисно од утицаја светлости, односа светло-тамно, којом је предмет мање-више осветљен.
У књижевност су појам локалне боје увели француски романтичари 20-тих година 19. века, засновавши га на историјским романима Валтера Скота, разумевајући га као „боју места и времена”, као уметнички приказ националних и историјских карактеристика описиваних догађаја, најзад као занимање за свакидашњи живот обичних људи.